# The Forbidden Room (film, 1914)
Pour les articles homonymes, voir The Forbidden Room.
The Forbidden Room  est un film muet américain réalisé par Allan Dwan et sorti en 1914. Le film est considéré comme perdu.

## Fiche technique
- Réalisation : Allan Dwan
- Scénario : Bess Meredyth
- Chef opérateur : Lee Bartholomew
- Date de sortie : États-Unis : 20 juin 1914

## Distribution
- Murdock MacQuarrie : Dr. James Gibson
- Pauline Bush : la fille de Gibson
- William C. Dowlan : l'attorney
- Lon Chaney : John Morris
- John Burton : Dr. Jarvis